# フレデリック・ウェスト
フレデリック・ウォルター・スティーヴン・ウェスト（英語: Frederick Walter Stephen West, 1941年9月29日 - 1995年1月1日）はイギリスのシリアルキラーである。妻のローズとともに1967年から1987年にかけて、若い女性を12人惨殺し、遺体をグロスタークロムウェル通り25番地の自宅の庭などに埋めた。1994年に逮捕され、拘留中に自殺した。自宅は「恐怖の館」と呼ばれ注目を集めた。妻のローズは終身刑で服役中。

## 経歴
ウェストはヘレフォードシャー州のマッチ・マークル村に八人兄弟（姉と弟がそれぞれ夭折している）の長男として生まれた。彼によるとウェストの父ウォルターは「娘を犯すのは父親の特権」と言いはってウェストの妹と父娘相姦をしたり、子供に獣姦の教育を行っていたとされ、そんな父親を死ぬまで尊敬していたという。また、彼自身も性的虐待を含む激しい体罰を加えられており、「みんなやっている」と言われて母子相姦をしたという。
彼はやがて嘘でもおべっかでもひたすらしゃべることにより、多くの女性と性行為に耽るようになり、母親は激しく嫉妬ししばしば彼をひっぱたいた。その後彼は13歳の妹との性行為で告発され裁判にかけられたが、「みんなもやっていることだろ？」と全く反省の色を見せなかった。
この事件により実家から追い出されたウェストはパキスタン人男性の子を妊娠していたスコットランドグラスゴー出身の売春婦リーナ（キャサリン）・コステロ（1944年-1971年）と出会った。彼はそれまで多くの性行為を繰り返していたが、倒錯的な性行為は初めてだったためにあっという間に彼女にはまり込んで結婚。それを機にグラスゴーへ移住した。パキスタン人との間の義理の娘・シャーメイン（1963年-1971年）が生まれ、続いて1964年にはウェストの実の娘･アンも生まれた。この妻の友人（2人の子供の乳母として同居していたがウェストの子を身ごもっていた）を殺害したのが連続殺人の始まりだった。
ウェストはグラスゴーからイングランド南西部のグロスターへ再移住し、1968年末にローズマリー・レッツ（Rosemary Pauline Letts、1953年生まれ）と出会った。彼女の父親は統合失調症で攻撃的行動に陥りやすく、母親は不安と鬱病のためローズマリーを身ごもっていた前後に電気けいれん療法 (ECT) を施されていた。ローズマリーの父親は彼女と性行為を行っており、彼女もまた世話を任されていた弟妹と性行為をしていた。
ローズマリーをウェストに会わせないように彼女の両親が裁判所命令を取りつけようとしているのを知り、ウェストはローズマリーを妊娠させ、1970年10月17日に女児が産まれた。1969年1月から1971年8月頃に妻・リーナを、1971年7月頃に義理の娘・シャーメインを殺害した彼は、1972年1月29日にローズマリーと再婚した。さらにウェストは8歳になった実の娘・アンと性行為を行った（ローズマリーもこれに協力した）。15歳のときには娘は父親の子を妊娠したが、子宮外妊娠だったので出産には到らなかった。アンは16歳の時に家から逃亡した。
この頃から彼は女性を誘拐して強姦殺人を繰り返すようになった。手足の指を切り落とす、手首を切り落とす、膝を叩き切る、膝蓋骨を抜く、肋骨と胸骨を取り除く、首と胴体を切り離すなどの行為を行った。彼は遺体を徹底的に解体するのを好んだ。なぜなら、彼女達から人間性を剥奪することは、相手に対する究極の支配権を得ると考えたからである。
ローズマリーは売春行為で稼ぎながら実の父親と性交をし続け、ウェストはそれを壁の穴から覗いて興奮していた。1983年にローズマリーは8番目の子を生み、直後に不妊手術を受けた。その後もさらにウェストとの間に5人、売春客の混血児3人を出産している。
ウェストは、ローズマリーとの間にもうけた娘達も強姦した。拒む娘を「レズビアンだからだ」と非難し、神経が狂い呆然としてしまうと「薬物中毒だ」と決めつけた。やがて1987年6月に娘の一人（ウェストとローズマリーの1970年生まれの第一子）も殺害。
1992年8月、娘の友人の12歳の少女が巡査に話したことで同月フレデリック・ウェストは娘たちに対する強姦3件、獣姦1件の容疑で逮捕される。同時に5人の子供たちに対する緊急保護命令が出る。ローズマリーも「残虐行為」及び「児童に対する不法性交の奨励」で逮捕された。1993年6月、ウェスト夫妻は法廷に立たされるが、証人である彼らの子供が証言を拒んだため、二人は無罪になった。
しかし1994年2月に殺害した娘の件でグロスター署の捜査チームが正式な捜査令状を持って彼の自宅を訪れ翌日ウェストは娘の殺害を自供。「殺意はなかった、事故だ」と主張したが自宅の庭から足が「3本」出てきたために捜査は続きウェストは3月上旬にかけて12件の殺害を自供。被害者には著名な作家キングズリー・エイミス卿の義姪も含まれていた。
1995年元日、ウェストはローズマリーに「新年おめでとう。ありったけの愛をこめて」と書き残し、裁判にかけられる前に王立バーミンガム（ウィンソン・グリーン）刑務所の独房で首吊り自殺を果たした。同年11月、ローズマリーは仮釈放無しの終身刑10回分の判決を受けた。その後控訴も棄却され、刑が確定した。2001年9月、ローズマリーは改めて無罪を主張している。また、弟のジョン・ウェストも強姦罪によって逮捕されたが、兄と同じく獄中で自殺している。
グロスタークロムウェル通り25番地にあった自宅の「恐怖の館」は、周辺住民の希望もあり取り壊されて現在は歩道になっている。

## 妻のローズ
フレッドの後妻のローズ（Rosemary Pauline Letts、1953年生）は、事件との関与を否定し続けたが、裁判で共謀が認定され終身刑を言い渡された。統合失調症の父、鬱病の母の、7人兄弟の5番目の子として貧しい家庭で育ち、15歳でフレッドとバス停で知り合い結婚、 フレッドの連れ子・シャーメインとアンマリーの継母となり、1970年にヘザー、1972年にメイ、1973年にステファン、1977年にタラ、1978年にルイーズ、1980年にバリー、1982年にローズマリージュニア、1983年にルシアンナを出産（自宅で売春をしていたことから、客との子が複数含まれる）。子供たちは両親から性的を含む虐待を受けて育ち、シャーメインとヘザーは殺害され、アンマリーとステファンは自殺未遂、バリーは2020年に自殺した。

## 被害者
前述したように、フレッド・ウェストの虚言癖や妻ローズの黙秘もあり、正確な犠牲者の数は分かっていない。最後の殺害は前の殺人と8年の開きがあることから、正確な犠牲者の数は判明している分よりも多いと推測できる。
以下は1994年にフレッドの家などから遺体が発見された被害者。
- アンナ・マクフォール （Anna McFall、18歳） ‐ 1967年5月より行方不明。フレッドの娘の乳母で、フレッドの子を妊娠中に殺害され、フレッドの生まれ故郷近くの野原に埋められていた。[4]
- レナ（キャサリン）・ウェスト （Rena West / Catherine Bernadette Costello West、27歳）- 1971年より行方不明。フレッドの最初の妻。パキスタン人との子を妊娠中の1962年にフレッドと結婚、翌年シャーメイン、1964年にアンマリーを出産したが、1969年に離婚、二人の娘はフレッドと後妻のローズが引き取った。子供たちの安否確認のためにフレッド宅を訪れたのを最後に行方不明。前述の被害者アンナの近くより遺体発見。[4]
- シャーメイン・ウェスト （Charmaine West、8歳）- 1971年6月より行方不明。レナとパキスタン人との娘。フレッドとレナの離婚により、ローズが継母となる。遺体はミッドランドロードのフレッド宅の地下に埋められていた。検死によりフレッドが窃盗で収監中に殺害されたとみられ、一連の事件へのローズ関与の決め手となった。[4]
- リンダ・ゴフ （Lynda Gough、19歳） ‐ 1973年より行方不明。フレッド宅の下宿人の友人。クロムウェルストリートのフレッド宅より遺体発見。[4]
- キャロル・アン・クーパー （Carol Ann Cooper、15歳） ‐ 1973年11月、児童施設から祖母宅で過ごしたのち行方不明。クロムウェルストリートのフレッド宅より遺体発見。[4]
- ルーシー・パーティントン （Lucy Partington、21歳） ‐ エクセター大学の学生。1973年12月27日、友人宅から帰る途中に行方不明。クロムウェルストリートのフレッド宅より遺体発見。ルーシーはキングズリー・エイミスの元妻の姉の子。[4]
- テレーズ・シーゲンターラー （Therese Siegenthaler、21歳） ‐ スイス人留学生。1974年4月、ヒッチハイクでロンドンからアイルランドの友人宅に向かう途中で行方不明。クロムウェルストリートのフレッド宅より遺体発見。[4]
- シャーリー・ハバード （Shirley Hubbard、15歳） ‐ 地元の高校生。1974年11月27日、家に帰る途中に行方不明。クロムウェルストリートのフレッド宅より遺体発見。[4]
- ワニータ・モット （Juanita Mott、18歳） ‐ 高校中退後、短期アルバイトをしながら暮らしていたが、友人の結婚式の前日の1975年4月に行方不明。クロムウェルストリートのフレッド宅より遺体発見。[4]
- シャーリー・ロビンソン （Shirley Robinson、19歳） ‐ 1978年5月より行方不明。フレッド宅の下宿人で、フレッドの子を妊娠中に殺害され、クロムウェルストリートのフレッド宅の庭に埋められていた。[4]
- アリソン・チェンバーズ （Alison Chambers、16歳） ‐ 問題児として16歳でグロスターの児童養護施設に入ったが、フレッド宅に身を寄せ、1979年8月以降消息不明。クロムウェルストリートのフレッド宅の庭より遺体発見。[5]。
- ヘザー・アン・ウェスト （Heather Ann West、16歳）- フレッドとローズの娘で、1987年に殺害され、クロムウェルストリートのフレッド宅の庭に埋められた。一連の事件の最初に発見された遺体となった。[4]

他にも1968年にメアリー・バストホーム（Mary Bastholm）という15歳の少女が行方不明になっており、消息を絶つ直前にウェストと一緒にいるところを目撃されていることから、彼女もウェストの手にかかったと見られている。ただしメアリーの殺害についてはウェストは否認しており、死体も発見されていない。